# مطار برقين كاناس
مطار برقين كاناس (بالصينية: 布尔津喀纳斯机场)(إياتا: KJI، إيكاو: ZWKN) مطار عام يقع بمدينة Burqin County في شينجيانغ في الصين يخدم مقاطعة برقين والوجهة السياحية القريبة مثل بحيرة كاناس. بلغ طول المدرج 2500 م ويرتفع عن سطح البحر 1188 م.

## شركات الطيران والوجهات
| شركـات طيـران          | الوجهات                                        |
| ---------------------- | ---------------------------------------------- |
| خطوط جنوب الصين الجوية | مطار أورومتشي ديوبو الدولي                     |
| Joy Air                | موسمي: مطار بولي ألاشهانكو، مطار كاراماي جوهاي |
| أورومتشي للطيران       | مطار أورومتشي ديوبو الدولي                     |

## وصلات خارجية
- http://www.flightstats.com/go/Airport/airportDetails.do?airportCode=KJI